# Chika Kobayashi
Chika Kobayashi (* 3. Juli 1998 in Iiyama) ist eine japanische Skilangläuferin.

## Werdegang
Kobayashi, die für die Waseda University startet, lief sie im Dezember 2014 in Otoineppu ihre ersten Rennen im Far-East-Cup. Dabei belegte sie den 28. Platz über 5 km klassisch und den 25. Rang über 5 km Freistil. Bei den Juniorenweltmeisterschaften 2017 in Soldier Hollow kam sie auf den 50. Platz im Sprint, auf den 25. Rang im Skiathlon und auf den 19. Platz über 5 km Freistil. Zudem wurde sie dort Neunte mit der Staffel. Ihre besten Platzierungen im folgenden Jahr bei den Juniorenweltmeisterschaften in Goms waren der 33. Platz über 5 km klassisch und der zehnte Rang mit der Staffel. Zu Beginn der Saison 2018/19 gab sie in Beitostølen ihr Debüt im Weltcup, welches sie auf dem 58. Platz über 15 km Freistil beendete. Es folgte in Davos der 66. Rang über 10 km Freistil und in Otoineppu ihr erster Sieg im Far-East-Cup. Bei den U23-Weltmeisterschaften 2019 in Lahti belegte sie den 58. Platz im Sprint, den 44. Rang im 15-km-Massenstartrennen und den 36. Platz über 10 km Freistil. Ihre besten Ergebnisse bei der Winter-Universiade im März 2019 in Krasnojarsk waren der 14. Platz im Teamsprint und der neunte Rang im 15-km-Massenstartrennen. Bei den U23-Weltmeisterschaften 2021 in Vuokatti lief sie auf den 47. Platz im Sprint, auf den 29. Rang über 10 km Freistil und auf den zehnten Platz mit der Mixed-Staffel. In der Saison 2021/22 kam sie mit drei dritten Plätzen und einen ersten Rang auf den zweiten Platz in der Gesamtwertung des Far-East-Cups. Beim Saisonhöhepunkt, den Olympischen Winterspielen 2022 in Peking, belegte sie den 55. Platz im 30-km-Massenstartrennen, den 54. Rang über 10 km klassisch sowie den 50. Platz im Skiathlon. Zudem wurde sie dort zusammen mit Masako Ishida, Miki Kodama und Masae Tsuchiya Elfte in der Staffel.

## Siege bei Continental-Cup-Rennen
| Nr. | Datum             | Ort         | Disziplin       | Serie        |
| --- | ----------------- | ----------- | --------------- | ------------ |
| 1.  | 26. Dezember 2018 | Otoineppu   | 5 km klassisch  | Far-East-Cup |
| 2.  | 5. März 2022      | Sapporo     | 10 km Freistil  | Far-East-Cup |
| 3.  | 17. Dezember 2022 | Pyeongchang | 5 km klassisch  | Far-East-Cup |
| 4.  | 18. Dezember 2022 | Pyeongchang | 5 km Freistil   | Far-East-Cup |
| 5.  | 9. Januar 2023    | Sapporo     | Sprint Freistil | Far-East-Cup |
| 6.  | 11. Februar 2023  | Shiramine   | 10 km Freistil  | Far-East-Cup |
| 7.  | 3. März 2023      | Sapporo     | 5 km klassisch  | Far-East-Cup |
| 8   | 4. März 2023      | Sapporo     | 10 km Freistil  | Far-East-Cup |
| 9.  | 16. Dezember 2023 | Pyeongchang | 5 km klassisch  | Far-East-Cup |
| 10. | 17. Dezember 2023 | Pyeongchang | 5 km Freistil   | Far-East-Cup |
| 11. | 6. Januar 2024    | Sapporo     | 5 km klassisch  | Far-East-Cup |
| 12. | 15. Februar 2024  | Pyeongchang | 5 km klassisch  | Far-East-Cup |
| 13. | 16. Februar 2024  | Pyeongchang | 5 km Freistil   | Far-East-Cup |